# Borys Ljatošynskyj

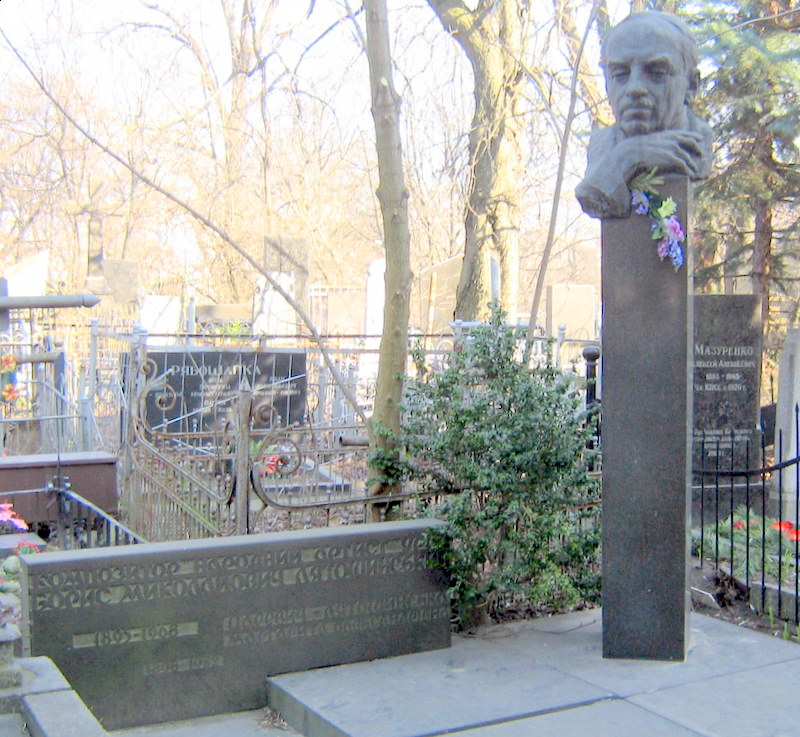
Hrob Boryse Mykolajevyče Ljatošynského na hřbitově Bajkov v Kyjevě

Borys Mykolajovyč Ljatošynskyj, ukrajinsky Борис Миколайович Лятошинський (3. ledna 1895, Žytomyr, Ukrajina – 15. dubna 1968, Kyjev, Ukrajina), byl ukrajinský hudební skladatel, dirigent, pedagog, zakladatel moderního směru v ukrajinské klasické hudbě.
V roce 1918 dokončil právnickou fakultu Kyjevské univerzity, v roce 1919 Kyjevskou konservatoř (obor skladba) ve třídě profesora Reinholda Glièra. Od roku 1920 byl přednášejícím lektorem, od 1935 profesorem kompozice a orchestrace na Kyjevské konservatoři, současně také na Moskevské konservatoři (1935–1938) a od 1941–1944 po dobu evakuace v Saratově. Od 1939–1941 předseda, potom člen vedení Svazu skladatelů Ukrajiny. Od roku 1948 člen vedení Svazu skladatelů Sovětského svazu. Významný kulturní pracovník Ukrajinské SSR (1945). Národní umělec Ukrajinské SSR (1968). Nositel státních vyznamenání (1946, 1952) a dalších.
Značnou část svého života věnoval Borys Ljatošynskyj výuce na Kyjevské konservatoři. Mezi jeho žáky patří známí ukrajinští skladatelé: Ihor Šamo, Ivan Karabyc, Valentyn Silvestrov, Jevhen Stankovyč, Lesja Dyčko, Leonid Hrabovskyj.

## Dílo

### Opery
- Zlatá obruč (Zachar Berkut), 1929–1930, libreto Jakova Mamontova na dílo Ivana Franka
- Ščors (Vojevůdce), (1937–1938), libreto I. Kočerhy a Maxima Rylského

### Skladby pro symfonický orchestr
- 5 symfonií: č. 1 (1918), č. 2 (1935–36), č. 3 (1935), č. 4 (1964), č. 5 (1967)
- Svita z filmu Taras Ševčenko (1952)
- Svita k tragédii Romeo a Julie (1954)
- Symfonické poemy Hražina (1954), Na březích Visly (1958) a další

### Skladby pro klavír s orchestrem
- Slovanský koncert (1953)

### Komorní hudba
- Klavírní kvintet Ukrajinský kvintet (1942–1945)
- Smyčcový kvartet č. 1 D moll, op. 1 (1915)
- Smyčcový kvartet č. 2 A dur, op. 4 (1928)
- Smyčcový kvartet č. 3, op. 21 (1928)
- Smyčcový kvartet č. 4, op. 43 (1943)
- Smyčcový kvartet č. 5 (1944-1951)
- Klavírní trio č. 1, op. 7 (1922, 1925)
- Klavírní trio č. 2, op. 41 (1942)
- Sonáta pro housle, op. 19 (1926)
- Nokturno a scherzino pro violu a klavír (1963)
- Dvě mazurky na polské téma pro violoncello a klavír (1954)

### Vokální hudba
- Romance (30), sborové skladby (30) na slova Alexandra Puškina, Ivana Bunina, Fjodora Ťutčeva, Tarase Ševčenka, Maxima Rylského

### Filmová hudba
- Karmeljuk (1932)
- Taras Ševčenko (1951)
- Nevěstka (1961)
- Hryhorij Skovoroda (1958)

### Úpravy cizích děl
- redakce opery Mykoly Lysenka Aeneida (1927)
- redakce opery Mykoly Lysenka Taras Bulba (1936–1937)